# Mike Bell (Baseballspieler, 1974)
Michael John „Mike“ Bell (geboren am 7. Dezember 1974 in Cincinnati, Ohio; gestorben am 26. März 2021 in Phoenix, Arizona) war ein US-amerikanischer Baseballspieler in der Major League Baseball (MLB) auf der Position des Third Basemans, der 2000 für die Cincinnati Reds auflief. Nach seiner aktiven Karriere war er von 2020 bis zu seinem Tod Coach bei den Minnesota Twins.
Bell war der Bruder von David Bell, Sohn von Buddy Bell und Enkel von Gus Bell.

## Werdegang
Bell besuchte die Moeller High School in Cincinnati, Ohio. Die Texas Rangers wählten Bell in der ersten Runde des MLB Draft 1993. Er spielte von 1993 bis 2005 für verschiedene Franchises in der Minor League Baseball. In der MLB-Saison 2000 gab Bell am 20. Juli für Cincinnati Reds gegen die Houston Astros sein Debüt in der MLB. Bell wurde in dem Spiel, welches die Reds mit 2 zu 6 verloren, als Pinch Hitter eingesetzt und hatte ein Strikeout. Er lief insgesamt in 19 Spielen für die Reds in der MLB auf und kam auf eine Batting Average von ,222 und zwei Home Runs.
2007 wurde Bell Manager der Yakima Bears, einem Minor-League-Team der Arizona Diamondbacks.
Am 17. Dezember 2019 gaben die Minnesota Twins bekannt, dass Bell den Platz des zu den Pittsburgh Pirates gegangenen Coaches Derek Shelton besetzen soll.
Bell verstarb Ende März 2021 in Phoenix an Nierenkrebs, zwei Monate nach der Diagnose.